# Organisation révolutionnaire anarchiste
L’Organisation révolutionnaire anarchiste (ORA) est une organisation ayant existé de 1967 à 1976. D'abord tendance interne de la Fédération anarchiste, elle prit son indépendance en 1970, et s'inscrivit dans les luttes emblématiques des années 1970. En 1976, elle éclata en deux : une minorité forma l'Union des travailleurs communistes libertaires ; la majorité se rebaptisa Organisation communiste libertaire.

## 1967-1970: l’ORA, tendance de la FA

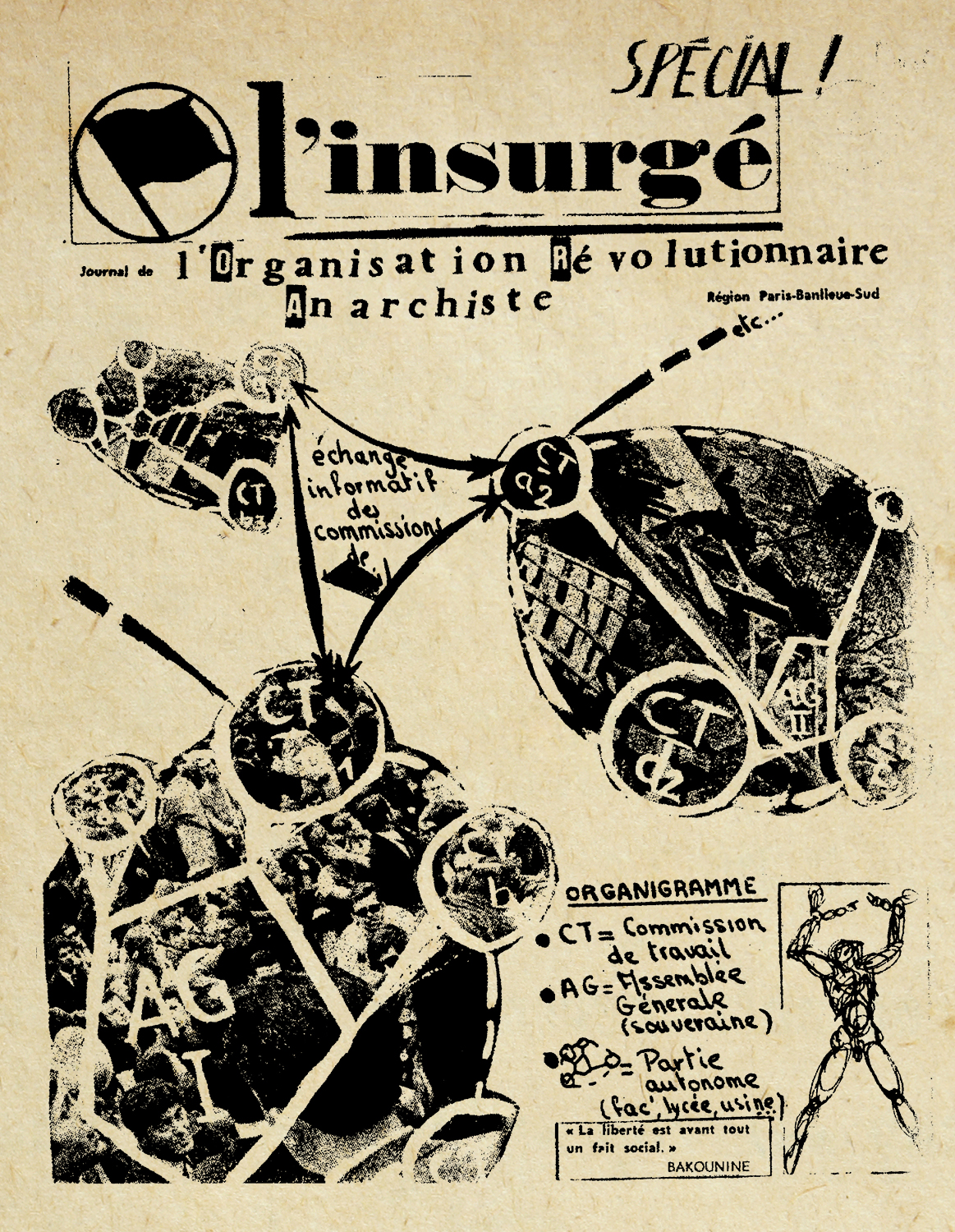
Le numéro spécial de L'Insurgé en Mai 68, le premier à mentionner « journal de l'ORA ».

En mai 1967, le congrès de la Fédération anarchiste à Bordeaux fut le théâtre d’une crise violente opposant un courant « pro-situationniste », un courant traditionaliste derrière Maurice Joyeux et un courant communiste libertaire derrière Maurice Fayolle. Au terme du congrès, une douzaine de groupes quittèrent la FA.
Les communistes libertaires se maintinrent dans la FA, mais décidèrent d’y former une tendance sous le nom Organisation révolutionnaire anarchiste (ORA) – sa constitution fut présentée dans le Bulletin intérieur de la FA de septembre 1967.
La tendance ORA eut son adresse au 7, rue du Moulin-des-Prés, à Paris 13e, et se structura autour d’un bulletin interne, L’Organisation libertaire, dont le premier numéro, en janvier 1968, se référait à la Plate-forme de Makhno et Archinov. Maurice Fayolle en rédigea l’éditorial. « Autour de ce bulletin, écrivit-il, une équipe s’est constituée, qui s’est donnée pour objectif la création en ce pays d’une organisation anarchiste révolutionnaire. » Mai 68 allait lui donner l’occasion de passer à l’acte.
Durant les événements parisiens, les militants de l’ORA agirent pour la première fois sous leur propre sigle. À la Sorbonne, l'ORA eut notamment son « quartier général » dans l'escalier E. Le journal du groupe FA de Paris 13e, L'Insurgé, se transforma alors officiellement en organe de l'ORA. Durant les événements de mai-juin, les anarchistes furent très présents, tenant notamment plusieurs rues durant la nuit des barricades. Bon nombre de jeunes rejoignirent l’ORA, tout en refusant, selon le témoignage de Rolf Dupuy, d’adhérer à la FA. Cette situation ambiguë poussa les responsables de l'ORA à se dissocier de la FA par étapes.
Dès septembre 1968, au congrès anarchiste international de Carrare, l’ORA eut sa propre délégation. En novembre 1968, au congrès FA de Marseille, ses militants furent accusés de fractionnisme et démis de leurs mandats au sein de la FA.

## 1970-1972: effervescence et débats centrifuges

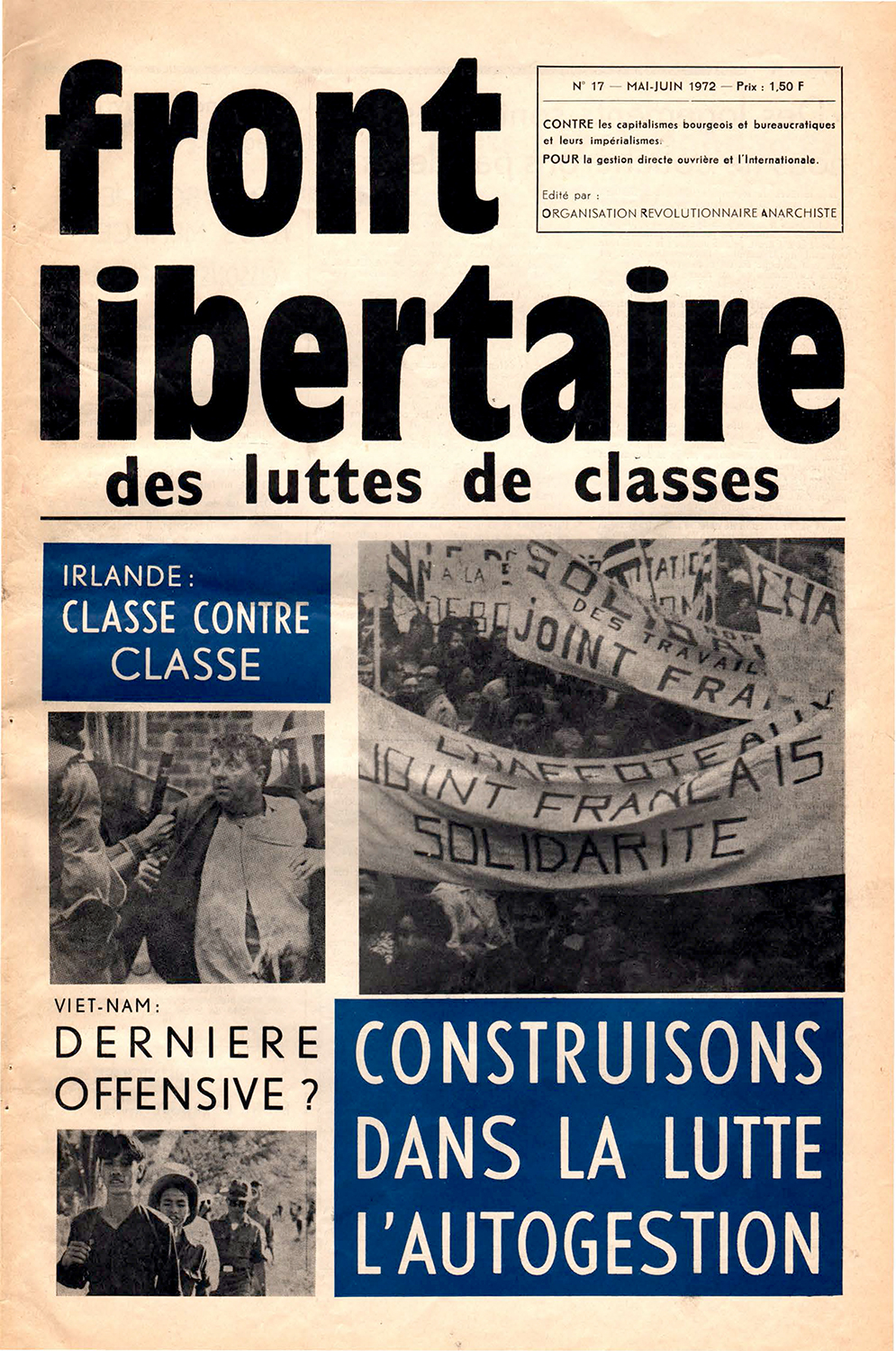
Front libertaire n°17 (mai-juin 1972). À partir de ce numéro, le drapeau noir disparaît du logo-titre.

En mars 1970, une réunion nationale décida la séparation définitive d'avec la FA. L'ORA exista dès lors comme organisation à part entière. Elle transféra son adresse au siège de la CNT espagnole en exil, 24, rue Sainte-Marthe, à Paris 10e, puis suivit les Espagnols dans un lieu plus vaste, au 33, rue des Vignoles, à Paris 20e.
En octobre 1970, son périodique L’Insurgé fut remplacé par un mensuel grand format (28 × 44,5 cm), Front libertaire des luttes de classes, placé en kiosque et dont le tirage devait culminer à 10 000 exemplaires en 1974.
Les années 1970-1971 furent marquées par de vigoureux débats d’orientation. L'ORA naissante avait certes adopté le modèle organisationnel plateformiste mais, au-delà, c'était le flou. L’anarchisme traditionnel tel que véhiculé par la FA étant désormais rejeté, la réflexion était ouverte sur le marxisme, le féminisme, l’écologie, le syndicalisme révolutionnaire, le conseillisme et toutes les thématiques montantes dans l’après-Mai 68...
Constamment traversée de débats et de remises en question, l'ORA passa donc par une phase de forte instabilité. Dans son mémoire de sociologie sur l'ORA, Philippe Dubacq devait même parler de « crise perpétuelle » pour caractériser toute la période 1969-1974.
En 1971, une tentative d’unification échoua entre l’ORA et le Mouvement communiste libertaire de Daniel Guérin et Georges Fontenis. La même année, quelques militants dont Guy Malouvier quittèrent l’ORA pour fonder la Fédération communiste anarchiste d’Occitanie (Faco). Son camarade Michel Cavallier et plusieurs autres adhérèrent à un groupe maoïste (l’UCF-ML). D’autres encore, exclus en 1972, rejoignirent la Ligue communiste.
Les départs de ces militantes et militants issus de la FA furent compensés par la montée de la génération issue de Mai 68.

## 1972-1974: consolidation inachevée

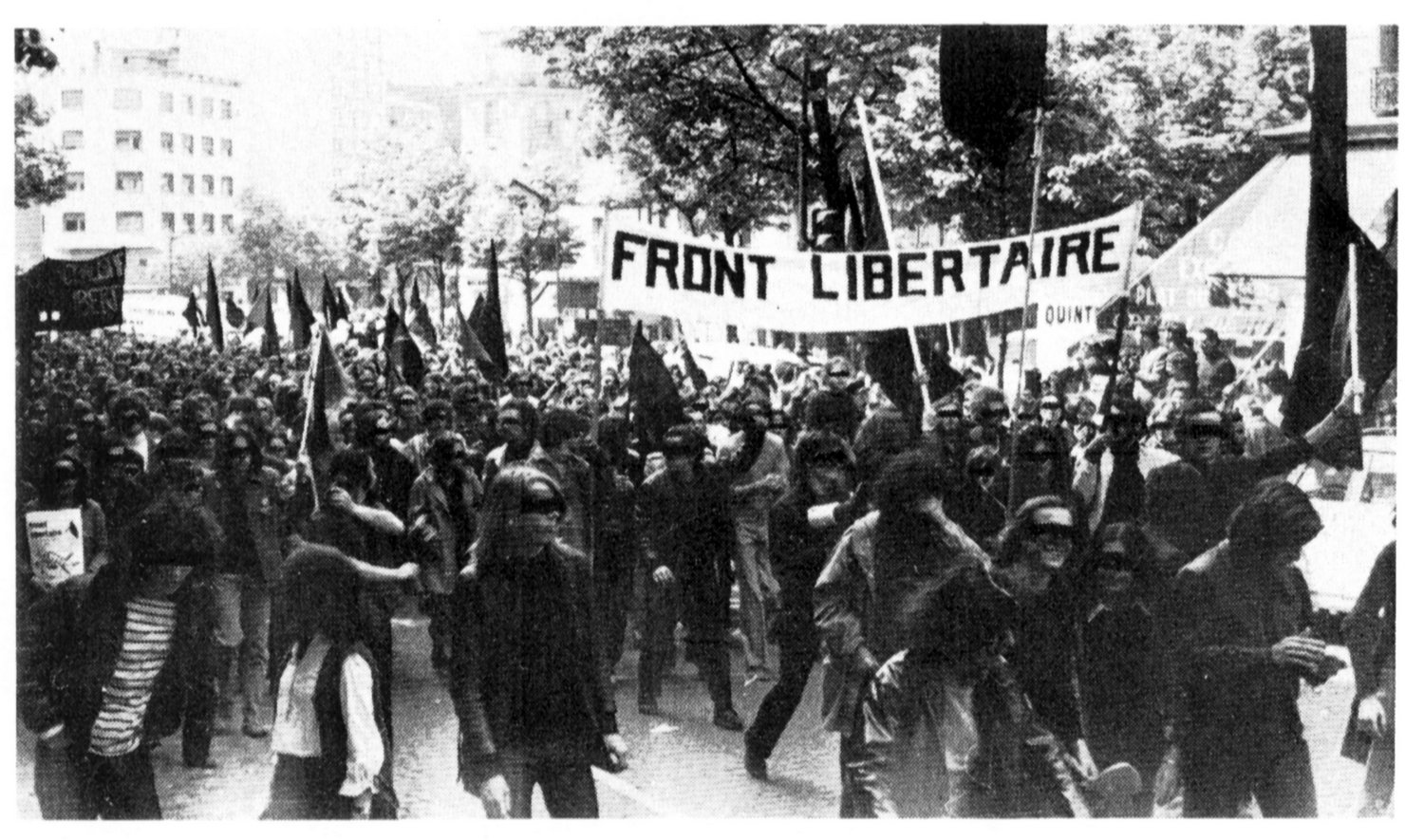
Cortège de l'ORA en manifestation (mai 1971).

En lançant Front libertaire à l'automne 1970, l'ORA avait invité sa mouvance sympathisante à former des groupes autour de ce journal. Ces groupes, bientôt nommés cercles Front libertaire (CFL), servirent de « sas d’entrée » et de formation avant une adhésion pleine et entière à l’ORA. Le but était d'éviter que l'organisation soit déstabilisé par l’afflux permanent de nouvelles recrues parfois velléitaires.
Les CFL connurent une expansion entre 1971 et 1973, passant d’une dizaine à 130 selon le témoignage de leur coordinateur, Bernard Gaboriau. L'existence des CFL créa cependant un nouveau type de déséquilibre pour l'ORA, en drainant quantité de gens qui militaient de facto pour l'ORA, voire participaient couramment à ses réunions, mais sans cotisation ni droit de vote dans l'organisation. Pour cette raison, en 1973, il fut décidé d'intégrer directement l'ensemble des CFL à l'ORA.
L'organisation fit à cette période un intense effort de formation interne, en éditant de nombreux cahiers estampillées « Textes de référence » et « Documents », dont Roland Biard (alias Julien Stern) fut en bonne partie le maître d’œuvre. 
Alors que les membres de la FA se retrouvaient plutôt à la CGT-Force ouvrière, celles et ceux de l’ORA militaient en priorité à la CFDT, qui se réclamait alors du socialisme autogestionnaire. Cependant, au sein de l'ORA cet engagement majoritaire dans l'action syndicale coexista jusqu'à la fin avec une frange ultra-gauche antisyndicaliste.

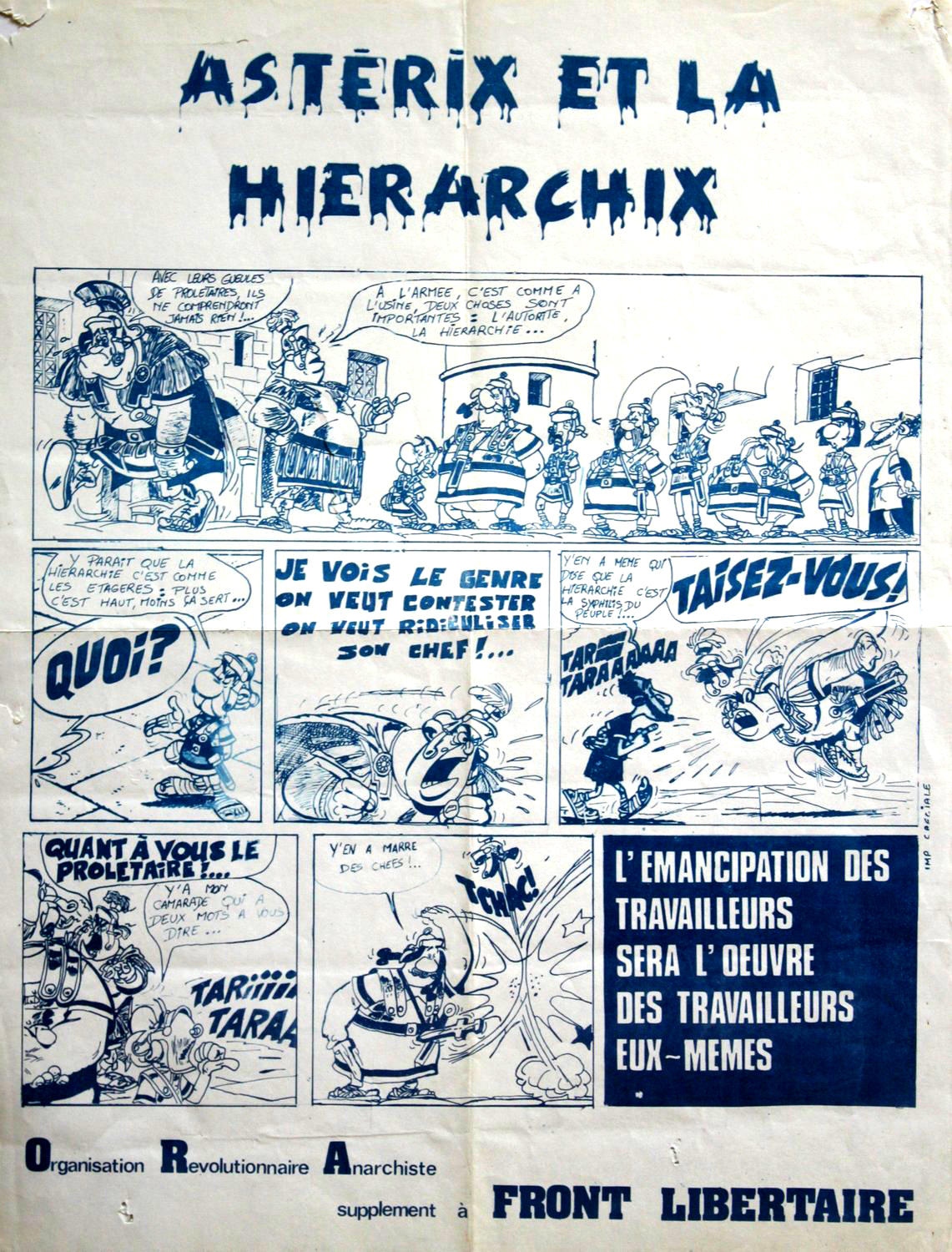
Une célèbre affiche de l'ORA : « Astérix et la hiérarchix ».

Fin 1973, l'historien et militant révolutionnaire historique Daniel Guérin donna son adhésion à l’ORA.
L'ORA participa aux grandes luttes de l'époque : le mouvement lycéen de 1973, LIP, le Larzac, et développa la solidarité avec le mouvement libertaire clandestin au Portugal  et en Espagne. Dans la foulée de l'assassinat de Salvador Puig-Antich par l’État franquiste, des équipes de l'ORA commirent par exemple plusieurs attentats contre les intérêts espagnols en France.
L'ORA tâcha aussi de développer son action ouvrière, et une série de bulletins d'entreprise fleurirent à l'époque : Le Postier affranchi, Taupe libertaire PTT, L'Aller-r'tour, La Pause (aux PTT) ; Le Rail enchaîné (à la SNCF) ; L'Écho libertaire des luttes de classes (Thomson-CSF) ; Autogestion et luttes de classes (Dassault) ; Banqueroute, Émancipation, Le Tranchant (Crédit lyonnais); Taupe libertaire-Chenesseau (fonderie orléanaise Chenesseau) ; Chiens de garde (éducateurs)…
Un groupe de l'ORA fut précurseur dans la lutte antivalidiste, avec le bulletin Handicapés méchants.
Dans les années 1974-1975, l'organisation encouragea également la création de journaux de quartier non estampillés ORA, mais véhiculant des thèmes anticapitalistes et anti-autoritaires : Le Canard du 13e (Paris 13e), Le Cri du 5e (Paris 5e), Le Cri du Boulonnais (Boulogne-sur-Mer), La Biscotte du Val-d'Oise,  Klapperstei 68 (Mulhouse), L’Anti-brouillard (Besançon), Le Clampin libéré (Lille), La Commune (Orléans)...

## 1974-1976: vers la scission OCL-UTCL

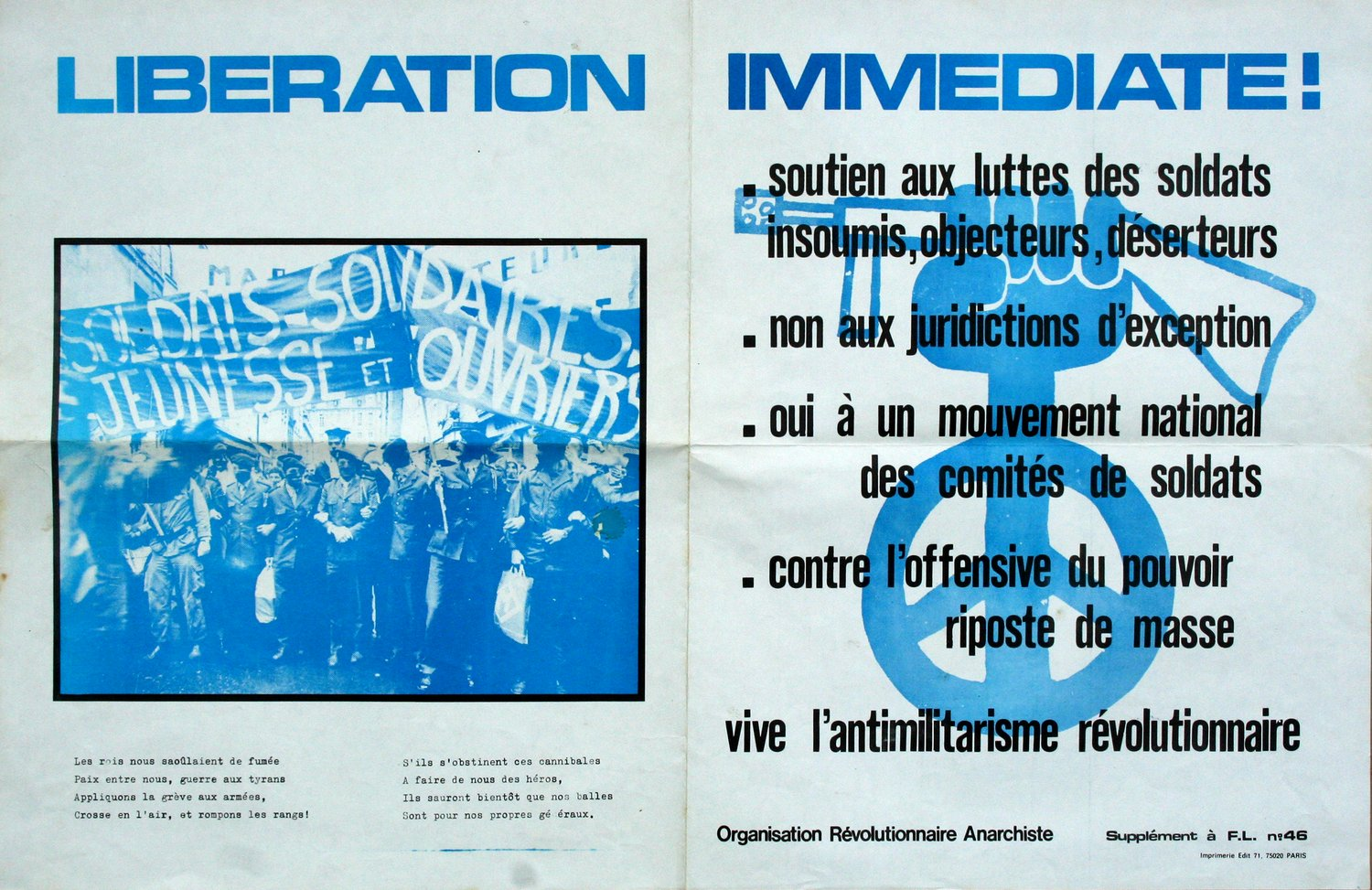
Affiche de l'ORA en soutien aux comités de soldats (décembre 1975).

Lors de la Rencontre nationale de la Pentecôte 1974, l’ORA adopta l’orientation « Pour qu’une force s’assemble », qui visait à rassembler largement la « gauche ouvrière et syndicale ». Mais cette orientation fut peu mise en œuvre dans l'organisation, et cela mécontenta un groupe de jeunes ouvriers, très marqués par les grèves de 1974 dans le rail, les PTT et les banques.
Les tendances étant interdites à l'ORA, ces jeunes militants décidèrent de se coordonner au sein d'une fraction syndicaliste révolutionnaire, plutôt ouvriériste, qui se nomma Union des travailleurs communistes libertaires (UTCL) et édita un bulletin interne, Les Malheurs de Lucie.
Durant l'année 1975, le fossé se creusa entre la minorité UTCL et la majorité de l'ORA, de plus en plus travaillée par une sensibilité antisyndicaliste et prônant l'action « hors entreprise », notamment via les comités de quartiers.
Finalement, à l'approche du congrès de Pâques 1976, à Orléans, deux motions d'orientation antagoniques furent déposées, dont une avait été rédigée par la fraction UTCL. Cette motion fut battue dès le début du congrès, mais les débats ensuite furent si houleux que le congrès décida d'exclure toutes et tous les délégués qui avaient soutenu le texte de l'UTCL.
Ce fut la scission. Dès le 1er mai 1976, la minorité publia un nouveau journal, Tout le pouvoir aux travailleurs, et œuvra à constituer l'UTCL en organisation à part entière. Quant à la majorité, elle conserva le titre Front libertaire et se rebaptisa Organisation communiste libertaire. L'ORA avait vécu.

## Réseau international de l'ORA

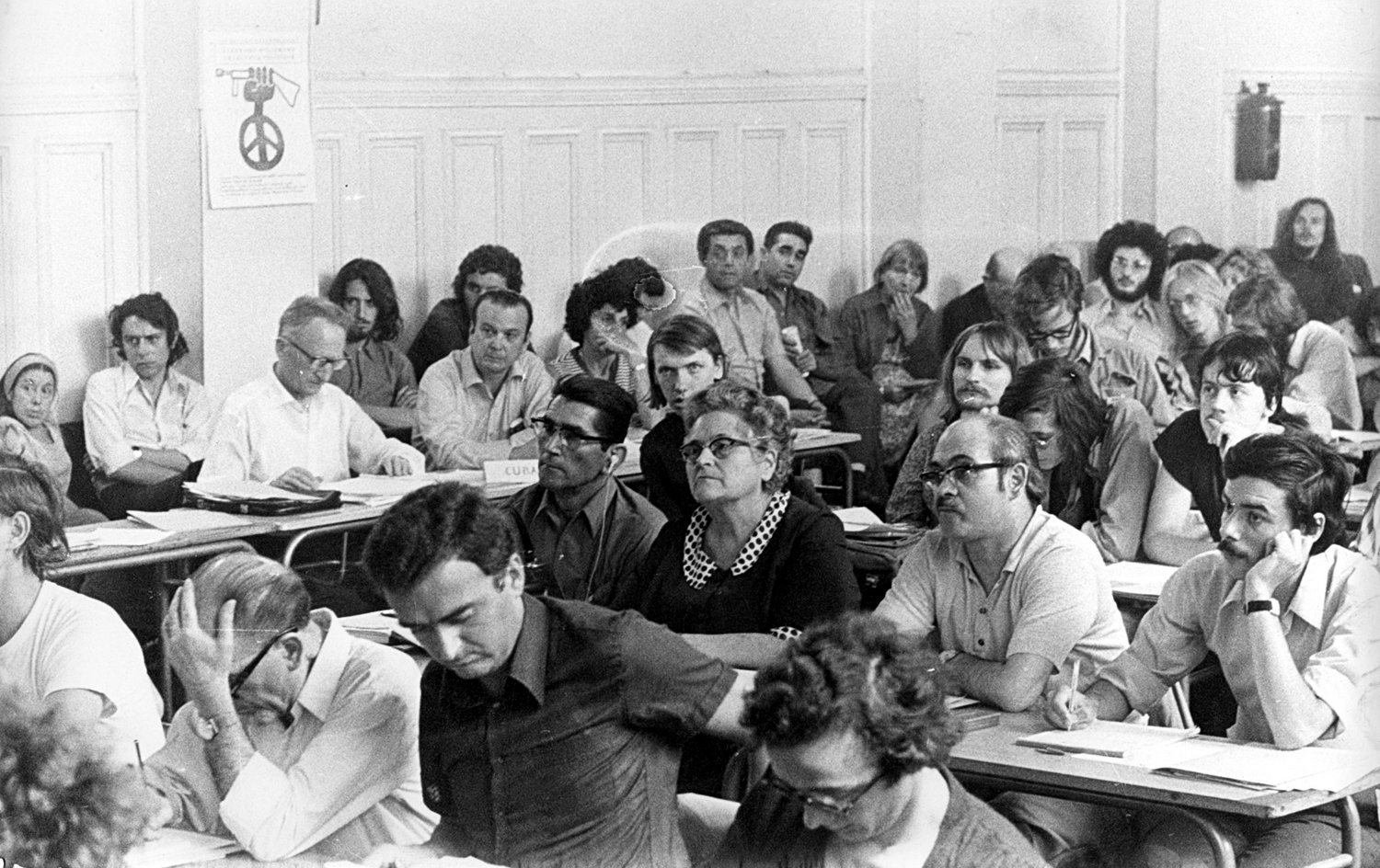
1er congrès de l'IFA à Paris, août 1971. Les thèses plateformistes de l'ORA y furent minoritaires, et l'ORA se retira. Au centre : Federica Montseny, dans la délégation espagnole.

En septembre 1968 se tint le congrès anarchiste international de Carrare, en Italie. La FA française n'ayant pas su décider si elle souhaitait ou non participer à ce congrès, c'est la tendance ORA qui y représenta la France.
Le congrès donna naissance à l'Internationale des fédérations anarchistes et, en raison du défaut de la FA, c'est l'ORA qui en fut adhérente. Guy Malouvier, qui avait été un des organisateurs de Carrare, fut ensuite un des responsables de l'IFA.
À ce titre, l'ORA organisa le congrès international de l'IFA tenu à Paris en août 1971. Mais les thèses communistes libertaires qu'elle y présenta furent rejetées par une majorité anarchiste plus traditionnelle.
Cela conduisit l'ORA à quitter l'IFA, et à nouer des liens avec d'autres organisations communistes libertaires, comme l'ORA italienne ou l'ORA britannique. Une ORA se créa également en Belgique, autour du titre Journal libertaire.
Au sein de l'ORA, le secrétariat aux relations internationales (SARI), animé entre autres par Rolf Dupuy, investit notamment le suivi des luttes en Italie, Espagne et Portugal.

## Publications de l'ORA
Les publications nationales de l'ORA ont été numérisées et sont consultables en ligne sur le site Archives Autonomie.
- L'Organisation libertaire (bulletin interne, 1967-1970)
- L'Insurgé (périodique national, 1967-1970)
- Front libertaire des luttes de classes (mensuel, puis bimensuel, 1970-1979)

## Parmi les membres de l'ORA
- Henri Célié
- Maurice Fayolle
- Jean-Jacques Gandini
- Daniel Guérin
- Michel Ravelli
- Gérard Mélinand
- Serge Torrano